# Castello di Argine
Il Castello di Argine è una fortificazione situata nell'omonima frazione del comune italiano di Bressana Bottarone, in provincia di Pavia. L'edificio è posto ai margini del centro abitato, a 69 m s.l.m., non lontano dal corso del torrente Coppa, in aperta pianura Padana.

## Storia
La sua costruzione risale al XIV–XV secolo e le sue caratteristiche sono quelle tipiche dei castelli pavesi. Nel XV secolo appartenne alla squadra feudale di Casteggio, infeudata ad Angelo Simonetta, nel 1466 ai Visconti di Modrone. Con il trattato di Worms del 1743 Argine venne inglobata nei territori di casa Savoia.
Nel corso dei secoli, il castello fu soggetto a numerosi rifacimenti e rielaborazioni, tra cui una chiusura degli spazi tra i merli finalizzata al recupero del piano superiore dell'edificio.
Ora è di proprietà del marchese Fassati e la sua destinazione d’uso è passata da difesa a residenziale.

## Struttura
Questo castello, edificato in laterizio, presenta le caratteristiche tipiche dell'architettura di pianura, ha pianta quadrata con cortile centrale, torri agli spigoli, forse quattro in origine, e fossato circostante. Oggi è dotato di una grossa torre quadrata che si eleva oltre il corpo di fabbrica, una torre di dimensioni minori sul fronte sud e un abbozzo di torre senza finestre e merli a nord.  Il ponte levatoio ha lasciato il posto ad un ponticello fisso in muratura.  Sui muri perimetrali si notano i segni dei rimaneggiamenti avvenuti nel XVIII secolo. Ha un basamento scarpato e un fregio a dentelli su torri e facciate.